# Skulptur (Familientherapie)
Skulptur oder Familienskulptur ist eine von Virginia Satir in den 1970er-Jahren entwickelte Methode in der Familientherapie, zur erlebenden Darstellung und therapeutischen Arbeit an Familienbeziehungen. 

## Ablauf

### Darstellung der Situation
Arbeit mit der Familie
Die realen Familienmitglieder stellen sich zueinander in Form einer menschlichen Skulptur auf, nehmen körperliche Haltungen zueinander ein, die die Beziehungen der Familienmitglieder kennzeichnend ausdrückt. Kennzeichnende Worte sowie Gestik und Mimik der einzelnen darstellenden Teilnehmer unterstützen die dramaturgische Beziehungsveranschaulichung.
Dadurch werden in den Darstellern Gefühle und Gedanken ausgelöst, die symptomatisch für die realen Beziehungen in der Familie scheinen. Gleichzeitig werden sprachgebundene Abwehrmechanismen umgangen. Der Intuition des Therapeuten oder der Darsteller und dem emotionalen Fluss „der Familie“ folgend, kann die Skulptur dynamisch entwickelt werden. Im weiteren Verlauf wird dann mit den Methoden der Familientherapie weiter gearbeitet. Je nach Aufgabenstellung liegt der Schwerpunkt auf Verstehen und Erkenntnisgewinn (Diagnostik), Entwicklung und Lösung, oder Heilung und Therapie.

### Anwendung
Skulpturarbeit wird in der Familientherapie eingesetzt. Als Familienrekonstruktion wird sie auch in der Arbeit in Gruppen eingesetzt, in denen Einzelne an ihrer Familiendynamik arbeiten wollen. Sie ist Bestandteil der Ausbildung von Familientherapeuten.
Alle drei Varianten von Virginia Satir (Familienskulptur, Familienrekonstruktion, Parts Party) weisen (im Unterschied zur Familienaufstellung) den Charakter von Rollenspielen auf (vor Durchführung werden umfangreiche Informationen sowie Anweisungen gegeben).

## Familienrekonstruktion
Die Familienrekonstruktion ist eine weitere Variante, die von Virginia Satir entwickelt wurde. Hierbei handelt es sich nicht um Skulpturarbeit im engen Sinne, sondern um eine Mischung daraus mit Psychodrama und Gestalttherapie. Der Klient wechselt selbst in unterschiedliche Rollen aus der Vorgeschichte seiner Familie und erlebt unterschiedliche sowie traumatische oder bedeutsame Ereignisse nach, die Verwandten früher widerfuhren. Damit kann ein Perspektiven- und Einstellungswechsel für den Klienten einhergehen.

## Parts Party (Innere Anteile)
Parts Party ist eine dritte von Virginia Satir entwickelte Methode, mit der der Klient seine inneren Persönlichkeitsanteile genauer betrachtet. Er lernt dabei, innere Widersprüche besser zu verstehen, wie diese nach außen wirken und was das mit seiner Familiengeschichte zu tun hat. Ziel ist, seine inneren Anteile besser steuern zu können und seine Beziehungen besser zu gestalten. 
Bei der Parts Party wählt der Klient mehrere Gruppenteilnehmer, die einzelne innere Anteile und Eigenschaften des Klienten spielerisch übernehmen und diese in Form eines Stegreiftheaters ausdrücken. Dabei treten die verschiedenen Anteile miteinander in Kontakt und es entsteht ein eindrückliches Bild der inneren Landschaft des Klienten.
Auf Reframing und dem Konzept von Parts Party basiert die in den 1970ern entwickelte Methode des Six Step Reframings in der Neurolinguistischen Programmierung (NLP).